# Porsche-Diesel Master 419
Der Porsche-Diesel Master 419 ist ein Schleppermodell aus der Master-Baureihe des Herstellers Porsche-Diesel Motorenbau. Er löste 1960 seinen Vorgänger, den Porsche-Diesel 418 ab und wurde bis 1963 insgesamt 1175-mal gebaut. Der 419 ist bezogen auf Motorleistung, Abmessungen und Fahrzeugmasse der größte Schlepper der Master-Baureihe und auch der größte je in Serie gebaute Schlepper der Marke Porsche. In seiner Basisausführung hatte der Schlepper 1963 einen Listenpreis von 15.290 DM.

## Beschreibung
Der Porsche-Diesel 419 ist ein Schlepper in rahmenloser Blockbauweise. Die Vorderachse ist eine nicht angetriebene, pendelnd aufgehängte Portalachse, wohingegen die angetriebene hintere Portalachse direkt an das Getriebe angeflanscht ist, sie hat also keine gesonderten Federungs- oder Dämpfungselemente. An der Vorderachse sind auf die Felgen ab Werk standardmäßig Reifen der Dimension 6–20 in (152–508 mm) aufgezogen, an der Hinterachse 13–30 in (330–762 mm). Auf Wunsch lieferte Porsche auch Vorderreifen der Dimensionen 6–19 in (152–483 mm) oder 7,5–16 in (191–406 mm) sowie Hinterreifen der Dimension 11–36 in (279–914 mm). Das Hinterachsdifferenzialgetriebe kann gesperrt werden, sodass auf die Hinterräder zwecks Geländegängigkeit unterschiedlich viel Drehmoment übertragen werden kann. Die Bremsanlage ist mechanisch, die Bremskraft wirkt von den Pedalen über Gestänge direkt auf die Trommelbremsen an den Hinterrädern, dabei lassen sich das linke und das rechte Rad jeweils einzeln abbremsen, was die Wendigkeit des Porsche-Diesel 419 erhöht (Lenkbremse).
Angetrieben wird der Schlepper von einem luftgekühlten Dieselmotor des Typs Porsche F 419 mit 50 PS (37 kW) Leistung. Dieser Motor ist ein freisaugender, stehender Viertakt-Reihenmotor mit vier Zylindern. Die Zylinderbohrung beträgt 98 mm, der Kolbenhub 116 mm; der Gesamthubraum entsprechend 3500 cm3. Die Kurbelwelle ist fünffach gelagert und treibt die untenliegende Nockenwelle über ein Stirnradgetriebe an. Die Ventile (je Zylinder ein Einlass- und ein Auslassventil) sind hängend angeordnet und werden von der Nockenwelle über Stoßstangen und Kipphebel betätigt. Der Motor hat vier einzelne Querstromzylinderköpfe und Wirbelkammereinspritzung. Das Schmiersystem ist eine konventionelle Nasssumpfschmierung (Druckumlaufschmierung) mit Zahnradölpumpe, die Ölwanne ist als tragendes Bauteil des Fahrgestelles entsprechend kräftig ausgeführt. Das Radialkühlgebläse wird automatisch mit Thermostat geregelt.
Das Antriebsmoment wird vom Motor per „Voith-Strömungskupplung“ (kraftschlüssig ab ca. 500/min) und einer Zweischeibentrockenkupplung auf das Getriebe übertragen. Porsche-Diesel Motorenbau baute ein Klauengetriebe mit vier Gängen und drei Gruppen des Typs ZF A 216 ein. Es ist geradeverzahnt und unsynchronisiert. Die ersten beiden Gruppen lassen den Schlepper vorwärts fahren, die dritte Gruppe rückwärts; es gibt also acht Vorwärts- und vier Rückwärtsfahrstufen. Mit der Standardbereifung kann der Schlepper im höchsten Gang 19,4 km/h schnell fahren. Porsche bot auch eine länger übersetzte Schnellgangausführung an, mit der die Endgeschwindigkeit auf Kosten der Feinabstufung um 8 km/h gesteigert wurde. Des Weiteren gab es auf Wunsch einen Dreipunktkraftheber. Zum Antrieb von Anbaugeräten hat der 419 im Heck eine Wege- und eine Motorzapfwelle sowie unter dem Zugmaul auch vorn eine Motorzapfwelle.

## Technische Daten
- Zulässige Gesamtmasse: 3850 kg
- Höchstgeschwindigkeit: 19,4 km/h
- Kraftstofftank: 46 oder 60 l
- Getriebe:
  - Bezeichnung: ZF A 216
  - Bauart: Klauengetriebe
  - Anzahl Gänge: 4
  - Anzahl Vorwärtsgruppen: 2
  - Anzahl Rückwärtsgruppen: 1
- Motor:
  - Bezeichnung: Porsche F 419
  - Bauart: Vierzylinderreihenmotor
  - Funktionsprinzip: Diesel
  - Gemischbildung: Wirbelkammereinspritzung
  - Kraftstoff: ≥44 CZ
  - Bohrung × Hub: 98 × 116 mm
  - Hubraum: 3500 cm3
  - Nennleistung: 50 PS (37 kW) bei 2100 min−1
- Drehzahl Motorzapfwelle (Heck): 579 min−1 oder 1135 min−1
- Drehzahl Motorzapfwelle (Front): 1050 min−1

Quellen: